# Bohumil Starnovský
Bohumil Starnovský (Praga, 3 ottobre 1953) è un ex pentatleta cecoslovacco.

## Palmarès
In carriera ha conseguito i seguenti risultati:
- Giochi olimpici:

Montréal 1976: argento nel pentathlon moderno a squadre.